# The Wonder Years (9th Wonder)
The Wonder Years è il terzo album da solista del produttore hip hop statunitense 9th Wonder, pubblicato nel 2011. Collaborano al disco Kendrick Lamar, Talib Kweli, Rapsody, Warren G, Murs, Fashawn, Masta Killa, Marsha Ambrosius, Raekwon ed Erykah Badu.
| Recensione | Giudizio |
| ---------- | -------- |
| AllMusic   | [ 1 ]    |
| HipHopDX   | [ 2 ]    |

## Tracce
1. Make It Big (Intro) – 5:14 – Khrysis &  9thmatic
2. Band Practice Pt. 2 – 1:59 – Phonte
3. Enjoy (West Coastin') – 3:23 – Warren G, Murs & Kendrick Lamar
4. Streets of Music – 3:06 – Tanya Morgan & Enigma of Actual Proof
5. Hearing the Melody – 4:04 – 9th Wonder, Fashawn, King Mez & Skyzoo
6. Loyalty – 4:15 – Masta Killa & Halo
7. Now I'm Being Cool – 4:09 – MeLa Machinko & Median
8. Never Stop Loving You – 4:00 – Terrace Martin & Talib Kweli
9. Piranhas – 3:19 – Sene & Sundown of Actual Proof
10. Peanut Butter & Jelly – 4:04 – 9th Wonder, Marsha Ambrosius
11. One Night – 4:22 – Terrace Martin, Phonte & Bird and The Midnight Falcons
12. Your Smile – 3:49 – Holly Weerd & Thee Tom Hardy
13. No Pretending – 4:00 – Raekwon & Big Remo
14. 20 Feet Tall (Remix) – 4:20 – 9th Wonder, Erykah Badu & Rapsody
15. That's Love – 3:38 – Heather Victoria & Mac Miller
16. A Star U – 4:19 – 9th Wonder, GQ, Terrace Martin & Problem